# Zambeze (Zambia)
Zambeze (en inglés Zambezi) es una ciudad en la provincia del Noroeste en Zambia.
La ciudad se encuentra a orillas del río Zambeze y al oeste de la ciudad de Kabompo. Es conocida por albergar el palacio del jefe de las tribus Balunda y Balovale.
Hasta 1966, su nombre era Balovale por la tribu homónima (y aún el barrio donde se encuentra el palacio aún es conocido con ese nombre), pero se le cambió en un intento de apaciguar las tensiones entre la tribu mayoritaria y el gobierno del recién independizado país.
El puente en suspensión de Chinyingi cruza el río en el nordeste de la ciudad.
- Datos: Q145470
- Multimedia: Zambezi, Zambia / Q145470